# Claoxylon kaievskii
Claoxylon kaievskii är en törelväxtart som beskrevs av Airy Shaw. Claoxylon kaievskii ingår i släktet Claoxylon och familjen törelväxter. Inga underarter finns listade i Catalogue of Life.